# Cantó de Capsiuts
El cantó de Capsiuts és un cantó francès del departament de la Gironda, situat al districte de Lengon. Té sis municipis i el cap és Capsiuts.

## Municipis
- Capsiuts
- Escaudas
- Giscòs
- Gualada
- L'Artiga
- Sent Miquèu de Castèthnau

## Història
| Data d'elecció                           | Identitat          | Partit | Qualitat |
| ---------------------------------------- | ------------------ | ------ | -------- |
| 1945-1960                                | Henri Corbeil      | SFIO   |          |
| 1960-1967                                | M. Caillaud        |        |          |
| 1967-1973                                | Jean-Roger Brethes |        |          |
| 1973-1990                                | Jean Sango         | PS     |          |
| 1990-2004                                | Marc Lalanne       | PS     |          |
| 2004-                                    | Jean-Luc Gleyze    | PS     |          |
| les dades anteriors no són pas conegudes |                    |        |          |
|                                          |                    |        |          |

## Demografia
| 1962  | 1968  | 1975  | 1982  | 1990  | 1999  | 2006  |
| ----- | ----- | ----- | ----- | ----- | ----- | ----- |
| 2.257 | 2.665 | 2.504 | 2.478 | 2.378 | 2.175 | 2.104 |